# Anandamid

Strukturformel.

Anandamid, även kallad arakidonyletanolamin, är en endokannabinoid som upptäcktes av Raphael Mechoulam år 1992. Namnet kommer från ananda (sanskrit för "lycksalighet") och amid.
Man fann först att Δ9-tetrahydrocannabinol, vilken är en av de psykoaktiva cannabinoider man finner i cannabis, dockar i vad man började kalla cannabinoidreceptorer i hjärnan. Man började då söka efter den kroppsegna substans som normalt dockar i dem. Cannabidiol utvinns vanligtvis från hampa och saknar de psykoaktiva egenskaperna som tetrahydocannabinol har. Senare forskning har visat att intag av CBD-olja påvisat en ökad koncentration av anandamid i kroppen genom att bromsa återupptaget och nedbrytningen av substansen. Anandamid syntetiseras, likt arakidonsyra och kväveoxid, vid behov till skillnad från "vanliga" signalsubstanser som läggs på lagring. Anandamid bryts ner genom hydrolys. Ämnets effekter kan antingen vara centrala, i hjärna och ryggmärg, eller perifera, i andra delar av kroppen.
Anandamid och liknande ämnen finner man även i mycket små kvantiteter i kakaobönan och i choklad.
Anandamid påverkar bland annat vårt generella sinnestillstånd och har kopplingar till flera neuroaktiva system i hjärnan som reglerar bl.a. utsöndring/återupptag av serotonin och dopamin, signalsubstanser som påverkar vårt psykiska mående och kognitiva funktioner. Studier har visat att patienter med depression, ångest-problematik, ADD/ADHD och liknande tillstånd uppvisar lägre nivåer av anandamid än människor utan dessa tillstånd. Det pågår intensiv forskning runt om i världen för att bättre förstå hur anandamid reglerar/påverkar vår hälsa samt hur olika tillskott i sin tur påverkar kroppens utsöndring/återupptag av ämnet. Anandamid spelar en viktigt roll i reglering av matvanor samt neural reglering av motivation och välbehag.